# France au Concours Eurovision de la chanson 1967
La France a participé au Concours Eurovision de la chanson 1967 à Vienne, en Autriche. C'est la douzième participation de la France au Concours Eurovision de la chanson.
Le pays est représenté par Noëlle Cordier et la chanson Il doit faire beau là-bas, sélectionnées en interne par l'ORTF.

## Sélection
L'Office de radiodiffusion-télévision française (ORTF) choisit l'artiste et la chanson en interne pour représenter la France au Concours Eurovision de la chanson 1967.
Lors de cette sélection, c'est la chanteuse Noëlle Cordier et la chanson Il doit faire beau là-bas, écrite par Pierre Delanoë sur une musique de Hubert Giraud, qui furent choisies.
Parmi les autres titres présélectionnés, la chanson " Il est mort le soleil " interprétée par Nicoletta n'est pas choisie par les jurés, considérée comme trop « sombre ». Le titre connu par la suite un succès.  D'autres candidats connus firent partie de la sélection avec notamment Claude François, Mireille Mathieu, Jean-Jacques Debout, Hervé Vilard, Yves Simon, Isabelle Aubret.

## À l'Eurovision
Chaque pays avait un jury de dix personnes. Chaque juré attribuait un point à sa chanson préférée.

### Points attribués par la France
| 7 points | Royaume-Uni                 |
| 1 point  | Monaco Portugal Yougoslavie |

### Points attribués à la France
| 10 points | 9 points              | 8 points | 7 points                                        | 6 points                                 |
| --------- | --------------------- | -------- | ----------------------------------------------- | ---------------------------------------- |
|           |                       |          |                                                 |                                          |
| 5 points  | 4 points              | 3 points | 2 points                                        | 1 point                                  |
|           | - Suède - Yougoslavie |          | - Allemagne - Luxembourg - Monaco - Royaume-Uni | - Autriche - Irlande - Pays-Bas - Suisse |

Noëlle Cordier interprète Il doit faire beau là-bas en 4e position lors du concours suivant l'Autriche et précédant le Portugal. Au terme du vote final, la France termine 3e sur 17 pays, obtenant 20 points,.